# لوون‌اشتاین (وورتمبرگ)
شهر لوون‌اشتاین (به آلمانی: Löwenstein) در ایالت بادن-وورتمبرگ در کشور آلمان واقع شده‌است.